# Teoría climática Blytt-Sernander
La clasificación o secuencia de Blytt-Sernander, es una serie de periodos climáticos del norte de Europa, o fases; basadas en los estudios de turberas danesas por Axel Blytt (1876) y por Rutger Sernander (1908). Esta clasificación se incorporó a la secuencia de zonas de polen, que fueran definidas por Lennart von Post, uno de los fundadores de la palinología.

## Descripción
La presencia de capas en turberas fueron descriptas por Heinrich Dau en 1829. Hasta un premio se ofertó por la Real Academia Danesa de Ciencias y Letras a quien pudiera dar una explicación consistente. Y A.Blytt hipotetizó que las capas más oscuras fueron depositadas en épocas más secas; y las más claras, en periodos húmedos, aplicando sus novísimos términos Atlántico para cálido, y húmedo; y, Boreal para frío, y seco. En 1926 C.A.Weber encuentra horizontes separadores, delgados, o grenzhorizont, en turberas de Alemania, que ajusta a la clasificación de Blytt. Sernander va a definir los periodos subboreal y subatlántico, como los períodos tardíos glaciares. Otros científicos han agregado otros detalles.
La clasificación fue revalorizada con el desarrollo de métodos de datación más seguros, tales como:
- Datación por radiocarbono C-14
- ciclo de cocientes de isótopos de oxígeno.

Los geólogos corrientemente trabajan en diferentes regiones estudiando los niveles marinos, las turberas, y las muestras de núcleo de hielo, y ajustando una variedad de métodos, de manera de verificar y refinar la secuencia Blytt-Sernander. Se ha encontrado una correspondencia global entre Eurasia y Norteamérica. 
Las fluctuaciones del cambio climático son más complejas que los periodos Blytt-Sernander que se pueden identificar. Por ejemplo, recientes probetas de muestras de turba en fiordo de Roskilde y en el lago Kornerup en Dinamarca evidenciaron 40 y 62 capas distinguibles de polen, respectivamente. Sin embargo, no está universalmente aceptado este modelo climático.

## Problemas

### Datación y calibración
Por hoy, la teoría climática Blytt-Sernander ha sido sustancialmente medida por una gran variedad de métodos de datación, principalmente fechas C-14 obtenidas de polen. Las fechas más cortas C-14 son incalibrables.
Las fechas pueden tener algún grado de corrección al comparar un dato no calibrado con fechas conocidas por otros métodos más ciertos, tales como el conteo y comparación por Dendrocronología o anillos de árboles. Usualmente se ponen los datos no calibrados en un gráfico, o “curva”, para obtener las fechas calibradas. La calibración asume que la tasa moderna de absorción es de un tipo desde 1950, cuando comienzan las calibraciones. Las fechas anteriores AP (antes del presente) son para antes de 1950: desde luego la atmósfera fue alterada por las explosiones radioactivas de armas atómicas y concomitantemente el cociente. Aún con el estándar de 1950, hay siempre una cuestión de seguridad. Ningún dato de ninguna fuente puede seguramente descartarse como “errónea”. Y el mejor método de datación se basa en varios grupos de fechas, aunque se crea que uno solo es seguro.
En la literatura y en Internet, se pueden ver estudios de cronologías difiriendo en milenios. La diferencia es causada por la calibración o por su falta. Y la diferencia se incrementa con el retroceso en el tiempo. Con frecuencia, es imposible saber si existió una calibración, y si está comprobado, puede ser errónea. fechas aisladas o periodos definidos por fechas en los extremos son fechas estimadas. El autor puede preferir listar las fechas derivadas del análisis. y las fechas terminales solo deben tomarse los puntos finales; i. e., solo muy raramente sepuede asegurar con precisión y seguridad que un evento o serie de eventos empiezan o terminan en tal año, pero fechas asladas son más convenientes que un agrupamiento de fechas.

### Correlaciones trasversales entre disciplinas
La clasificación Blytt-Sernander se ha usado como marco temporal para las culturas arqueológicas de Europa y de EE. UU.. Algunas llegan tan lejos como identificar estadios de tecnología en el norte de Europa en periodos específicos; sin embargo, esa aproximación es una sobresimplificación no aceptada generalmente. No hay razón, por ejemplo, de porqué los europeos del norte habrían cambiado súbitamente de usar bronce a hierro, en el límite inferior del Subatlántico en 600 a. C. En el periodo cálido Atlántico, Dinamarca fue ocupada por culturas del Mesolítico, más que del Neolítico. Y, los estadios tecnológicos variaron ampliamente y globalmente.

## La secuencia
Las fases del Pleistoceno y las fechas calibradas aproximadamente (ver arriba) son:
- Estadio Dryas Antiguo, 14.000-13600 AP
- Interestadio Allerød, 13.600-12.900 AP
- Estadio Dryas Reciente , 12.900-11.500 AP

Las fases del Holoceno son:
- Período Boreal, fresco, seco, alza de temperatura, 11.500-8.900 AP
- Período Atlántico, cálido, húmedo, temperatura máxima, 8.900-5.700 AP
- Período Subboreal, 5.700-2.600 AP
- Período Subatlántico, 2.600-0 AP

## Especiesmarcadoras
Algunos géneros/especies de plantas marcadoras estudiadas en turba son:
- Sphagnum
- Carex limosa
- Scheuchzeria palustris
- Eriophorum vaginatum
- Vaccinium oxycoccus
- Andromeda polifolia
- Erica tetralix
- Calluna vulgaris
- Pinus, pino
- Betula, abedul

E Sphagnum aparece mucho más en periodos húmedos. Y en los secos en cambio hay más árboles, como abedules y pinos.